# Hüvelyk
Hüvelyk war ein ungarisches Längenmaß. Es ist das Zollmaß.
- 1 Hüvelyk = 2,63398 Zentimeter

Die Fläche aus diesem Maß war
- 1 Quadrat-Hüvelyk = 6,9379 Quadratzentimeter